# Coombe Bissett
Coombe Bissett – wieś w Anglii, w hrabstwie Wiltshire. Leży 6 km na południowy zachód od miasta Salisbury i 131 km na południowy zachód od Londynu.